# Roald Larsen
Roald Morel Larsen, född 1 februari 1898 i Kristiania (nuvarande Oslo) och död 28 juli 1959 i Oslo, var en norsk hastighetsåkare på skridskor. Med sex olympiska medaljer är han en av de främsta utövare av sin idrottsgren.